# Sepehr Maghsoudi
Sepehr Maghsoudi (Teheran, 30 juli 1982) is een Nederlandse modeontwerper van Iraanse afkomst.

## Biografie
Maghsoudi emigreerde op twaalfjarige leeftijd vanuit Iran naar Nederland. Na een opleiding mbo Architectuur afgerond te hebben koos hij voor een mode-opleiding aan het Amsterdam Fashion Institute waar hij in 2009 afstudeerde.
In 2008, tijdens zijn opleiding, startte Maghsoudi onder eigen naam als modeontwerper en verwierf hij nationale en internationale bekendheid. Zo heeft hij de styling gedaan voor artiesten als Sting, Armin van Buuren, Edsilia Rombley en Tyra Banks en deed Maghsoudi mee met het tweede seizoen van het RTL5 televisieprogramma 'Project Catwalk'. Ook heeft hij een collectie ontworpen voor het MTV-programma ‘My Super Sweet Sixteen’.
Zijn collecties zijn onder andere gepresenteerd tijdens de Amsterdam Fashion Week. en Paris Fashion Week

## Onderscheidingen
- 2008 - Winnaar van de Edgar Vos Couture prijs met zijn eerste collectie
- 2012 - Winnaar Fashion Designer of the Year
- 2020 - Benoeming tot Ridder in de Orde van Oranje-Nassau voor zijn werk als modeontwerper.[6]